# Парламент на Обединеното кралство
Парламентът на Обединеното Кралство на Великобритания и Северна Ирландия (на английски: Parliament of the United Kingdom of Great Britain and Northern Ireland) е върховен законодателен орган на Обединеното кралство и на британските задморски територии.
Самият парламент има парламентарен суверенитет, а от там произтича и върховната му власт над всички други политически органи в Обединеното кралство и неговите територии.
Състои се от:
- Камара на общините и
- Камара на лордовете.

Начело на Парламента е суверенът – към 2022 г. крал Чарлз III.

## История
Възниква през Средновековието като съсловно представително консултативно събрание към монарха. Негови предшественици са Големият съвет (Magnum Concilium), включващ църковните и светските благородници и кралската курия (Curia Regis), в която влизат най-близките съветници на краля. От XIII век с цел легитимиране на вземаните решения на съвместните заседания на Големия съвет и кралската курия кралете започват да канят делегати, излъчени сред дребните земевладелци (рицари) и граждански представители на отделните графства. Един от първите такива примери е събирането от 1254 г., на което освен благородниците са поканени по двама рицаря от всяко графство. От втората четвърт на XIII век събранията започват да се наричат „парламент“ (parlamentum).